# Lee Seok-hoon
Dans ce nom coréen, le nom de famille, Lee, précède le nom personnel.
Lee Seok-hoon (coréen: 이석훈), né le 6 janvier 1972, est un réalisateur et scénariste sud-coréen.

## Filmographie

### Réalisateur

#### Longs-métrages
- 2006 : See You After School (방과후 옥상)
- 2007 : Two Faces of My Girlfriend (두 얼굴의 여친)
- 2012 : Dancing Queen (댄싱퀸)
- 2014 : The Pirates (해적: 바다로 간 산적)
- 2015 : Himalaya (히말라야)
- 2022 : Confidential Assignment 2: International

#### Courts-métrages
- 2000 : Super Glue (순간접착제)

### Scénariste
- 2000 : Super Glue de Lee Seok-hoon (순간접착제)
- 2006 : See You After School de Lee Seok-hoon (방과후 옥상)
- 2012 : Dancing Queen de Lee Seok-hoon (댄싱퀸)
- 2014 : The Pirates de Lee Seok-hoon (해적: 바다로 간 산적)

### Monteur
- 2000 : Super Glue (순간접착제) de Lee Seok-hoon (court-métrage)

## Distinctions

### Récompenses
- 2000 : 51e Festival international du court-métrage de Montecatini :  Prix spécial du Jury, Super Glue
- 2014 : 22e Korea Culture and Entertainment Awards : Meilleur réalisateur, The Pirates

### Nominations
- 2014 : 35e Blue Dragon Film Awards : Meilleur réalisateur, The Pirates